# Vladimir Kuznetsov
Vladimir Mikhaylovich Kuznetsov (em russo:  Владимир Михайлович Кузнецов; nascido em 13 de maio de 1945) é um ex-ciclista soviético. Competiu pela União Soviética em duas edições dos Jogos Olímpicos: Cidade do México 1968 e Munique 1972.